# Raimundo Tupper
Raimundo Tupper Lyon (* 7. Januar 1969 in Santiago; † 20. Juli 1995 in San José) war ein chilenischer Fußballspieler. Der Außenbahnspieler bestritt sieben Länderspiele und spielte bis zu seinem Tod im Alter von 26 Jahren nur für Universidad Católica.

## Karriere

### Verein
Raimundo Tupper, auch Mumo genannt, spielte seit 1980 in der Jugend von Universidad Católica. Dort traf er auch auf einen seiner besten Freunde, Nelson Parraguez. In der Profimannschaft debütierte der linke Bahnspieler, der aufgrund seines taktischen Geschicks vielseitig einsetzbar war, im August 1985. Bei der Meisterschaft 1987 stand Tupper im Kader, wurde aber nicht eingesetzt. Ab 1988 gehörte er zum Stammpersonal des Teams. Mit dem Universitätsklub gewann er noch 1991 die Copa Chile und die Copa Interamericana 1994. Zudem erreichte Tupper mit Universidad Católica das Finale Copa Libertadores 1993. Außer für die Cruzados spielte er bei keinem anderen Verein.

### Nationalmannschaft
Raimundo Tupper debütierte im September 1993 für die chilenische Nationalmannschaft beim Freundschaftsspiel gegen Spanien. Tupper bestritt sieben Länderspiele, zuletzt im November 1994 gegen Argentinien, als er zur zweiten Spielhälfte für Vereinskollege Mario Lepe eingewechselt wurde. Sein einziges Länderspieltor erzielte Tupper beim 2:0-Freundschaftsspielsieg gegen Saudi-Arabien.
Zuvor hatte er für die U-20-Nationalmannschaft bei der Heim-Weltmeisterschaft 1987 gespielt und mit dem Gastgeberteam den vierten Platz erreicht.

## Erfolge
Universidad Católica
- Chilenischer Meister: 1987
- Chilenischer Pokalsieger: 1991
- Copa Interamericana: 1994

## Tod
Tupper litt unter Depressionen und beging am 20. Juli 1995 Suizid. Bei einer Freundschaftsspielserie seines Klubs Universidad Católica sprang er vor dem Spiel gegen Deportivo Saprissa vom Balkon des neunten Stockwerks vom Hotel. Als Andenken an Tupper wurde in den Bergen in der Nähe des Estadio San Carlos de Apoquindo ein weißes Kreuz errichtet.